# Masanori Takeishi
Masanori Takeishi (japanska: 武石 正憲?, Takeishi Masanori) född 1950, en japansk astronom.
Minor Planet Center listar honom som M. Takeishi och som upptäckare av 13 asteroider. Alla tillsammans med landsmannen Masaru Mukai.
Asteroiden 7776 Takeishi är uppkallad efter honom.

## Asteroider upptäckta av Masanori Takeishi
| 4703 Kagoshima [A]                       | 16 januari 1988  |
| 5139 Rumoi [A]                           | 13 november 1990 |
| 5286 Haruomukai [A]                      | 4 november 1989  |
| 5468 Hamatonbetsu [A]                    | 16 januari 1988  |
| 5640 Yoshino [A]                         | 21 oktober 1989  |
| 5960 Wakkanai [A]                        | 21 oktober 1989  |
| 8866 Tanegashima [A]                     | 26 januari 1992  |
| 9368 Esashi [A]                          | 26 januari 1993  |
| 10516 Sakurajima [A]                     | 1 november 1989  |
| 11064 Dogen [A]                          | 30 november 1991 |
| 14446 Kinkowan [A]                       | 31 oktober 1992  |
| 15790 Keizan [A]                         | 8 oktober 1993   |
| 1993 BS6 [A]                             | 30 januari 1993  |
| Upptäckt tillsammans med: A Masaru Mukai |                  |